# Wenezuela na Letnich Igrzyskach Olimpijskich 2024
Wenezuelę na Letnich Igrzyskach Olimpijskich 2024 reprezentowało 32 zawodników: 18 mężczyzn i 14 kobiet. Był to 20. start reprezentacji na letnich igrzyskach olimpijskich.

## Skład reprezentacji

### Boks
| Zawodnik       | Konkurencja    | 1/32                  | 1/16                  | Ćwierćfinał      | Półfinał         | Finał            | Miejsce | Źródło |
| Zawodnik       | Konkurencja    | Przeciwnik Wynik      | Przeciwnik Wynik      | Przeciwnik Wynik | Przeciwnik Wynik | Przeciwnik Wynik | Miejsce | Źródło |
| -------------- | -------------- | --------------------- | --------------------- | ---------------- | ---------------- | ---------------- | ------- | ------ |
| Jesús Cova     | do 63,5 kg (m) | BYE                   | Bunjong Sinsiri P 0–5 | NQ               | NQ               | NQ               |         |        |
| Omailyn Alcalá | do 57 kg (k)   | Julia Szeremeta P 1-4 | NQ                    | NQ               | NQ               | NQ               |         |        |

### Jeździectwo
Ujeżdżenie
| Zawodnik          | Konkurencja   | Koń         | Grand Prix | Grand Prix | Grand Prix Freestyle | Grand Prix Freestyle | Grand Prix Special | Grand Prix Special | Źródło |
| Zawodnik          | Konkurencja   | Koń         | Wynik      | Poz.       | Wynik                | Poz.                 | Wynik              | Poz.               | Źródło |
| ----------------- | ------------- | ----------- | ---------- | ---------- | -------------------- | -------------------- | ------------------ | ------------------ | ------ |
| Patricia Ferrando | indywidualnie | Honnaisseur | 67,143     | 46         | —                    | —                    | NQ                 | NQ                 |        |

Skoki przez przeszkody
| Zawodnik                 | Konkurencja   | Koń     | Kwalifikacje | Kwalifikacje | Finał | Finał | Finał | Suma | Suma | Źródło |
| Zawodnik                 | Konkurencja   | Koń     | Kary         | Poz.         | Kary  | Czas  | Poz.  | Kary | Czas | Źródło |
| ------------------------ | ------------- | ------- | ------------ | ------------ | ----- | ----- | ----- | ---- | ---- | ------ |
| Luis Fernando Larrazabal | indywidualnie | Condara | 20           | 63.          | NQ    | NQ    | NQ    | NQ   | NQ   |        |

### Judo

#### Indywidualnie
| Zawodnik           | Konkurencja | 1/32                  | 1/16 finału      | Ćwierćfinał      | Półfinał         | Repasaże         | Finał / 3. miejsce | Pozycja | Źródła |
| Zawodnik           | Konkurencja | Przeciwnik Wynik      | Przeciwnik Wynik | Przeciwnik Wynik | Przeciwnik Wynik | Przeciwnik Wynik | Przeciwnik Wynik   | Pozycja | Źródła |
| ------------------ | ----------- | --------------------- | ---------------- | ---------------- | ---------------- | ---------------- | ------------------ | ------- | ------ |
| Anriquelis Barrios | - 63 kg (k) | Amina Belkadi P 00-01 | NQ               | NQ               | NQ               | NQ               | NQ                 | NQ      |        |

### Kolarstwo

#### Kolarstwo szosowe
| Zawodnik     | Konkurencja                    | Czas    | Pozycja | Źródło |
| ------------ | ------------------------------ | ------- | ------- | ------ |
| Orluis Aular | wyścig ze startu wspólnego (m) | 6:26,57 | 53.     | [ 1 ]  |

### Lekkoatletyka

#### Konkurencje biegowe
| Zawodnik           | Konkurencja                    | Kwalifikacje | Kwalifikacje | I Runda  | I Runda | Repasaże | Repasaże | Półfinał | Półfinał | Finał    | Finał   | Źródło |
| Zawodnik           | Konkurencja                    | Wynik        | Miejsce      | Wynik    | Miejsce | Wynik    | Miejsce  | Wynik    | Miejsce  | Wynik    | Miejsce | Źródło |
| ------------------ | ------------------------------ | ------------ | ------------ | -------- | ------- | -------- | -------- | -------- | -------- | -------- | ------- | ------ |
| José Antonio Maita | bieg na 800 m (m)              | BYE          | BYE          | 1:48,02  | 8 R     | 1:46,44  | 3.       | NQ       | NQ       | NQ       | NQ      |        |
| Joselyn Brea       | bieg na 1500 m (k)             | —            | —            | 14:13,17 | 15 R    | 4:05,93  | 6.       | NQ       | NQ       | NQ       | NQ      |        |
| Joselyn Brea       | bieg na 5000 m (k)             | —            | —            | 15:02,89 | 8.Q     | —        | —        | —        | —        | 15:17,04 | 15.     |        |
| Yoveinny Mota      | bieg przez płotki na 100 m (k) | —            | —            | DSQ      | DSQ     | —        | —        | —        | —        | —        | —       |        |

#### Konkurencje techniczne
| Zawodnik         | Konkurencja       | Kwalifikacje | Kwalifikacje | Finał | Finał   | Źródło |
| Zawodnik         | Konkurencja       | Wynik        | Miejsce      | Wynik | Miejsce | Źródło |
| ---------------- | ----------------- | ------------ | ------------ | ----- | ------- | ------ |
| Rosa Rodríguez   | rzut młotem (k)   | 71,76        | 10 q         | 72,98 | 8.      |        |
| Robeilys Peinado | skok o tyczce (k) | 4,40         | 12.q         | 4,60  | 10.     |        |
| Leodan Torrealba | trójskok (m)      | 16,18        | 29.          | NQ    | NQ      |        |

### Pływanie
| Zawodnik       | Konkurencja               | Eliminacje | Eliminacje | Półfinał | Półfinał | Finał | Finał | Źródło |
| Zawodnik       | Konkurencja               | Czas       | Poz.       | Czas     | Poz.     | Czas  | Poz.  | Źródło |
| -------------- | ------------------------- | ---------- | ---------- | -------- | -------- | ----- | ----- | ------ |
| Alberto Mestre | 50 m stylem dowolnym (m)  | 22,02      | 21.        | NQ       | NQ       | NQ    | NQ    |        |
| Alberto Mestre | 100 m stylem dowolnym (m) | 49,51      | 31.        | NQ       | NQ       | NQ    | NQ    |        |
| Alfonso Mestre | 400 m stylem dowolnym (m) | 3:48,20    | 19.        | —        | —        | NQ    | NQ    |        |
| Alfonso Mestre | 800 m stylem dowolnym (m) | 8:12,03    | 29.        | —        | —        | NQ    | NQ    |        |
| María Yegres   | 200 m stylem dowolnym (k) | 2:00,66    | 20         | NQ       | NQ       | NQ    | NQ    |        |

### Podnoszenie ciężarów
| Zawodnik            | Konkurencja | Rwanie | Rwanie  | Podrzut | Podrzut | Razem  | Pozycja | Źródło |
| Zawodnik            | Konkurencja | Wynik  | Pozycja | Wynik   | Pozycja | Razem  | Pozycja | Źródło |
| ------------------- | ----------- | ------ | ------- | ------- | ------- | ------ | ------- | ------ |
| Katherin Echandia   | - 49 kg (k) | 83 kg  | 9       | 105 kg  | 9       | 188 kg | 9.      |        |
| Anyelin Venegas     | - 59 kg (k) | 102 kg | 6       | 128 kg  | 6       | 230 kg | 4.      |        |
| Naryury Pérez       | + 81 kg (k) | 114 kg | 10      | 145 kg  | 7       | 259 kg | 8.      |        |
| Julio Mayora        | - 73 kg (m) | 152 kg | 5       | DNF     | DNF     | DNF    | DNF     |        |
| Keydomar Vallenilla | - 88 kg (m) | 162 kg | 10      | 196     | 8       | 358    | 8.      |        |

### Szermierka
| Zawodnik                                     | Konkurencja              | 1/64 finału            | 1/32 finału             | 1/16 finału            | Ćwierćfinały     | Półfinał                       | Finał                         | Pozycja | Źródło |
| Zawodnik                                     | Konkurencja              | Przeciwnik Wynik       | Przeciwnik Wynik        | Przeciwnik Wynik       | Przeciwnik Wynik | Przeciwnik Wynik               | Przeciwnik Wynik              | Pozycja | Źródło |
| -------------------------------------------- | ------------------------ | ---------------------- | ----------------------- | ---------------------- | ---------------- | ------------------------------ | ----------------------------- | ------- | ------ |
| Francisco Limardo                            | szpada indywidualnie (m) | BYE                    | Wang Zijie P 12-15      | NQ                     | NQ               | NQ                             | NQ                            |         | [ 2 ]  |
| Rubén Limardo                                | szpada indywidualnie (m) | BYE                    | Tibor Andrásfi P 10-15  | NQ                     | NQ               | NQ                             | NQ                            |         | [ 2 ]  |
| Grabiel Lugo                                 | szpada indywidualnie (m) | Nicholas Zhang W 15-11 | Máté Tamás Koch W 15-10 | Tibor Andrásfi P 12-13 | NQ               | NQ                             | NQ                            |         | [ 2 ]  |
| Francisco Limardo Grabiel Lugo Rubén Limardo | szpada drużynowo (m)     | —                      | —                       | —                      | Japonia P 33-39  | Włochy (o miejsce 5-8) P 34-45 | Egipt (o miejsce 7-8) W 41-35 | 7.      |        |
| Khaterine Paredes                            | szabla indywidualnie (k) | Anna Márton P 10-15    | NQ                      | NQ                     | NQ               | NQ                             | NQ                            |         |        |

### Strzelectwo
| Zawodnik        | Konkurencja                      | Kwalifikacje | Kwalifikacje | Finał | Finał   | Źródło |
| Zawodnik        | Konkurencja                      | Wynik        | Pozycja      | Wynik | Pozycja | Źródło |
| --------------- | -------------------------------- | ------------ | ------------ | ----- | ------- | ------ |
| Douglas Gómez   | pistolet szybkostrzelny 25 m (m) | 569          | 29.          | NQ    | NQ      |        |
| Leonel Martínez | Trap (m)                         | 116          | 28.          | NQ    | NQ      |        |

### Taekwondo
| Zawodnik         | Konkurencja | 1/16 finału                | 1/8 finału       | Ćwierćfinały     | Repasaż                 | Finał            | Pozycja | Źródło |
| Zawodnik         | Konkurencja | Przeciwnik Wynik           | Przeciwnik Wynik | Przeciwnik Wynik | Przeciwnik Wynik        | Przeciwnik Wynik | Pozycja | Źródło |
| ---------------- | ----------- | -------------------------- | ---------------- | ---------------- | ----------------------- | ---------------- | ------- | ------ |
| Yohandri Granado | - 58 kg (m) | Park Tae-joon P 0-12, 0-12 | —                | —                | Cyrian Ravet P 1-2, 2-6 | NQ               | NQ      | [ 3 ]  |

### Zapasy
| Zawodnik           | Konkurencja               | 1/8 finału              | Ćwierćfinał        | Półfinał         | Repasaż                       | Finał/ Pojedynek o 3. miejsce | Finał/ Pojedynek o 3. miejsce | Źródło |
| Zawodnik           | Konkurencja               | Przeciwnik Wynik        | Przeciwnik Wynik   | Przeciwnik Wynik | Przeciwnik Wynik              | Przeciwnik Wynik              | Pozycja                       | Źródło |
| ------------------ | ------------------------- | ----------------------- | ------------------ | ---------------- | ----------------------------- | ----------------------------- | ----------------------------- | ------ |
| Anthony Montero    | - 74 kg (m)               | Kyle Dake P 0-10 ST     | NQ                 | NQ               | NQ                            | NQ                            | NQ                            |        |
| Betzabeth Argüello | - 53 kg (k)               | Jonna Malmgren P 0-5 VT | NQ                 | NQ               | NQ                            | NQ                            | NQ                            |        |
| Soleymi Caraballo  | - 68 kg (k)               | Nonoka Ozaki P 0-4 ST   | NQ                 | NQ               | NQ                            | NQ                            | NQ                            |        |
| Raiber Rodríguez   | -60 kg styl klasyczny (m) | Murad Mammadov W 3-1 PP | Cao Liguo P 1-3 PP | NQ               | Moamen Ahmed Mohamed W 4-1 SP | Ri Se-ung P 0-4 ST            | 5.                            |        |